# Sandro Schärer
Sandro Schärer (Büttikon, 6 giugno 1988) è un arbitro di calcio svizzero.

## Carriera
Svizzero di Büttikon, nel 2009, a 21 anni non ancora compiuti, arriva ad arbitrare in 1ª Lega, quarta serie svizzera, debuttando nella sfida del 22 aprile tra Grenchen e Basilea U-21, vinta per 4-0 dagli ospiti. In totale arbitrerà in quarta divisione 64 gare, comprese 2 di playoff. 
Il 27 agosto 2011 fa il suo esordio in Challenge League, serie cadetta, arbitrando Kriens-Brühl 7-1, sfida del sesto turno di campionato.
L'anno successivo, l'11 agosto 2012, arbitra per la prima volta in Promotion League, terza serie, nella vittoria per 6-2 dallo YF Juventus in casa contro il Brühl. Arbitrerà altre 9 volte in Promotion fino al 2013.
Il 1º dicembre 2013, a 25 anni, viene designato per una gara di massima serie, lo 0-2 del Thun sul campo del Losanna alla sedicesima giornata di campionato.
Nel 2015 diventa internazionale e il 9 luglio dirige la sua prima partita in una coppa europea, il ritorno del primo turno di qualificazioni all'Europa League in Svezia tra l'Elfsborg e i finlandesi del Lahti, vinto dai padroni di casa per 5-0.
La stagione seguente, il 20 luglio 2016, esordisce in Champions League, nel ritorno del secondo turno preliminare del torneo 2016-2017 in Kazakistan tra l'Astana e i lituani dello Žalgiris, vinto per 2-1 dai primi.
L'8 dicembre 2016 è di scena per la prima volta in una gara della fase a gironi di una coppa europea, l'Europa League, nel 2-1 dei francesi del Nizza sui russi del Krasnodar in una sfida valida per il girone I.
Il 31 maggio 2017, dopo aver diretto alcune sfide di Nazionali giovanili, arbitra la sua prima gara tra due Nazionali maggiori, un'amichevole non ufficiale ad Empoli tra Italia e San Marino, con gli azzurri in campo con una nazionale sperimentale, ma comunque vittoriosi per 8-0.
Qualche giorno dopo, il 5 giugno, dirige invece l'amichevole ufficiale di Bruxelles tra i padroni di casa del Belgio e la Rep. Ceca, vinta dai primi per 2-1.
Il 5 ottobre arbitra invece la sua prima sfida ufficiale tra Nazionali, la gara di qualificazione al Mondiale di Russia 2018 tra Romania e Kazakistan a Ploiești, vinta per 3-1 dai rumeni.
In carriera ha arbitrato anche 3 volte nella Bundesliga austriaca, 1 in Coppa del Liechtenstein e 1 nella massima serie del Qatar.
Il 25 maggio 2022 è quarto ufficiale nella finale di Conference League 2021-2022 Roma-Feyenoord, diretta dal rumeno Istvan Kovacs.
Il 23 aprile 2024 la UEFA lo ha convocato per il campionato d'Europa 2024 in Germania, insieme agli assistenti Stéphane de Almeida e Bekim Zogaj, ed al VAR Fedayi San.
Il 14 agosto 2024 dirige la Supercoppa UEFA Real Madrid-Atalanta.
Il 12 maggio 2025 viene designato per dirigre la finale di UEFA Nations League 2024-2025.